# Niceto Alcalá-Zamora
Niceto Alcalá-Zamora y Torres (6. července 1877 Priego de Córdoba – 18. února 1949 Buenos Aires) byl španělský politik, který roku 1931 krátce působil jako první předseda vlády druhé španělské republiky a poté – od roku 1931 do roku 1936 – jako její prezident. Byl též ministrem veřejných prací, ministrem války a zástupcem Španělska ve Společnosti národů. Byl představitelem Liberální strany (Partido Liberal). Ve funkci prezidenta se pokoušel být jakýmsi středovým, vyvažujícím faktorem na silně polarizované španělské politické scéně, ale vysloužil si tak jen nenávist obou znepřátelených táborů a nakonec i odvolání z funkce.

## Život
Původním povoláním byl právník. Do parlamentu byl prvně zvolen roku 1905. Jako poslanec si rychle získal slávu svými výmluvnými projevy. Roku 1917 se dostal do vlády. Převrat Miguele Primo de Rivery roku 1923 ale nepřijal a stáhl se do ústraní. Po odchodu diktátora v roce 1930 se na setkání, které se konalo 13. dubna v divadle Apolo ve Valencii, postavil proti monarchii a přihlásil se k programu nastolit republiku. Byl jedním z podněcovatelů paktu ze San Sebastiánu, na jehož setkání byl zvolen revoluční výbor, do jehož čela se postavil právě Alcalá-Zamora. Pokus o republikánský puč, nazývaný obvykle dle města Jaca, kde začal, však ztroskotal a Alcalá-Zamora byl poslán do vězení. Opustil ho ale brzy, po komunálních volbách konaných 12. dubna 1931. Ve volbách sice monarchističtí kandidáti získali více hlasů než republikáni, však republikáni si vedli v provinčních městech tak dobře, že král Alfonso XIII. abdikoval.
Bez čekání na nové volby se Alcalá-Zamora postavil do čela revoluční prozatímní vlády, která 14. dubna obsadila ministerstva v Madridu a vyhlásila druhou španělskou republiku. V červnu byl jako předseda vlády potvrzen, avšak již 15. října odstoupil. Protestoval tím proti článkům 24 a 26 nové ústavy, které vyhlásily odluku církve od státu a umožnily rozpuštění řeholních řádů, které stát považoval za nebezpečné. Alcalá-Zamora uvedl, že články poškozují jeho náboženské cítění i katolické občany. Navzdory tomuto střetu s antiklerikálními republikány byl 10. prosince 1931 zvolen prezidentem, a to 362 hlasy ze 410 přítomných poslanců (sněmovna byla složena ze 446 poslanců).
V roce 1933 rozpustil generální kortesy (parlament), čímž si proti sobě poštval levici. V následných volbách v listopadu 1933 zvítězila pravice, s níž ale Alcalá-Zamora následně vedl neustálé střety. Předsedu největší pravicové strany Confederación Española de Derechas Autónomas José Maríu Gil-Roblese odmítl jmenovat předsedou vlády a místo toho jmenoval Alejandra Lerrouxe, který pak s pravicovou většinou jen spolupracoval. Gil-Robles to zpočátku akceptoval, ale když se roku 1936 znovu pokusil premiérský post získat, Alcalá-Zamora rozpustil 7. ledna 1936 parlament. V nových volbách získala těsnou většinu levicová Lidová fronta (Frente Popular). Ta však neprojevila prezidentovi vděčnost, naopak mu nemohla zapomenout první rozpuštění parlamentu roku 1933. Levicová většina v kortesech využila článek ústavy, který umožňoval parlamentu odvolat prezidenta z funkce po dvou předčasných rozpuštěních kortesů a 7. dubna 1936 skutečně prezidenta odvolala z funkce, přičemž ani pravice ho ale nebránila (poměr hlasů 238 pro, jen 5 proti). Nový prezidentem pak byl zvolen Manuel Azaña. Levicově orientovaný Azaña byl nenáviděn pravicí a odstranění Zamory se tak stalo jedním z klíčových momentů, které Španělsko nasměrovaly k občanské válce.
Začátek občanské války Alcalá-Zamoru zastihl na výletě ve Skandinávii. Rozhodl se do Španělska nevrátit poté, co se dozvěděl, že levicové milice tam nezákonně vstoupily do jeho domu, ukradly řadu věcí a vyplenily jeho bezpečnostní schránku v madridské pobočce banky Crédit Lyonnais, přičemž sebraly i rukopis jeho memoárů. Vítězství frankistů v občanské válce ho ale také nepotěšilo a odmítl se do frankistického Španělska vrátit. Když vypukla druhá světová válka, žil ve Francii. Německá okupace a kolaborantský postoj vichistické vlády ho přiměly v lednu 1942 Francii opustit a odjet do Argentiny. Tam žil z peněz získaných z prodeje svých knih (byl též filologem a literárním teoretikem). Údajně mu byla učiněna nabídka, že pokud se vrátí, nebude obtěžován, protože jeden z jeho synů byl ženatý s dcerou frankistického generála Gonzala Queipo de Llana. Alcalá-Zamora ale odmítl. Zemřel v Buenos Aires v roce 1949. Jeho tělo bylo vráceno do Španělska v roce 1979 a bylo pohřbeno na madridském hřbitově Cementerio de la Almudena.